# Rhantus alutaceus
Rhantus alutaceus é uma espécie de escaravelho da família Dytiscidae.
É endémica de Nova Caledónia.